# Le Merlerault
Le Merlerault é uma comuna francesa na região administrativa da Normandia, no departamento Orne. Estende-se por uma área de 19,1 km². Em 2010 a comuna tinha 810 habitantes (densidade: 42,4 hab./km²).